# 多依娜·斯特伊库列斯库
多依娜·斯特伊库列斯库（羅馬尼亞語：Doina Stăiculescu，1967年12月7日—），罗马尼亚女子艺术体操运动员。她曾代表罗马尼亚参加1984年夏季奥林匹克运动会体操比赛，获得女子个人全能银牌。